# Sophronica amplipennis
Sophronica amplipennis là một loài bọ cánh cứng trong họ Cerambycidae.